# Спинна сухотка
Спинна сухотка (лат. Tabes dorsalis, також Сухотка спинного мозку, Прогресуюча локомоторна атаксія, Сифілітичний спинальний склероз) — пізня форма сифілісу, яка перебігає з ураженням нервової системи, особливо центральних її відділів. Є однією з двох форм нейросифілісу. При цьому йде повільна дегенерація нервових клітин і нервових волокон дорсального стовпа та дорсального корінця спинного мозку, які несуть сенсорну інформацію до мозку. Може супроводжуватися менінгітом чи менінгомієлітом.
Спинна сухотка стала у XXI столітті рідкісною, але це, ймовірно, єдина клінічна форма нейросифілісу, частота якого зменшилася з появою антибактерійного лікування сифілісу.
Чоловіки, які мають секс із чоловіками, і пацієнти з ВІЛ-інфекцією, мають більший ризик виникнення нейросифілісу.

## Патогенез
Стадії сифілісу залежно від клінічних даних і часу, які не завжди клінічно виявляються, є ранні (через 2-6 тижнів після зараження, з виразками та шанкрами), вторинні (через 1-2 місяці після первинної, з ураженнями шкіри та шкірних покривів, які заразні), латентний (ранній і пізній) і третинний, від 2 до 50 років після інфікування, який складається з серцево-судинного (наприклад, розшарування аорти), очного сифілісу, вушного сифілісу, гуматозного захворювання та пізнього нейросифілісу (парезу спинного стовбура, менінговаскулярного захворювання та менінгомієліту).
Трепонеми можуть уражати ЦНС на ранніх стадіях сифілісу з безсимптомним ураженням ЦНС, що спостерігається приблизно у 40 % пацієнтів із раннім сифілісом. Ці ураження зникають у людей з неушкодженою імунною системою.
Третинні (тобто пізні) форми сифілісу спричинені облітеруючим ендартеріїтом дрібних судин, який зазвичай уражає власні судини ЦНС. Фактори, що визначають розвиток і прогресування третинного захворювання, невідомі.
При гістологічному дослідженні можна візуалізувати демієлінізацію та подальшу дегенерацію нейронів дорсального корінця, яке призводить до зміни забарвлення ураженого корінця на блідо-білий. У більшості випадків ураження спинного мозку мікроорганізми при цьому не виявляються. Спостерігається периваскулярна інфільтрація переважно CD4+ і CD8+ Т-лімфоцитами, макрофагами, плазматичними клітинами та облітерація дрібних судин. Гуми можна знайти в будь-якому місці центральної нервової системи.

## Клінічні прояви
Симптоми можуть не з'являтися протягом кількох десятиліть після первинної стадії сифілісу. З'являються слабкість, зниження рефлексів, корінцева гіперестезія чи гіпестезія, нестійка хода, прогресуюча дегенерація суглобів, втрата координації, епізоди інтенсивного болю та порушення чутливості, сегментарні парестезії, зміни особистості, деменція, глухота, порушення зору та порушення реакції на світло. На пізньому етапі можливі різка втрата маси тіла, випадіння волосся і зубів, поява кашлю, схожого на коклюш, із задишкою. Захворювання частіше зустрічається у чоловіків, ніж у жінок. Початок зазвичай у середині життя.
Нетримання сечі сечовим міхуром і втрата статевої функції є поширеними. На ранніх стадіях через дисфункцію сечового міхура може виникнути нетримання сечі через переповнення міхура. Колючий біль (тобто, як блискавка, що з'являється раптово, швидко поширюється і зникає) часто є раннім симптомом. Зазвичай він не має певної локалізації, відбувається в різних ділянках тіла. Сильний больовий криз розвивається після стресу або без явного провокації приблизно у 90 % пацієнтів. Вісцеральні кризи виникають приблизно у 15 % пацієнтів. Сюди входять епізоди нестерпного болю в епігастрії з супутніми нудотою та блюванням. Вісцеральний криз може призвести до рецидивуючих нападів сильного болю в епігастрії.
Виділяють 3 стадії спинної сухотки — преатаксія, атаксія та параліч. Характерна хода широка і шльопана. Часто розвиваються артропатія Шарко і трофічні виразки.
Неврологічне обстеження може виявити арефлексію, втрату пропріоцептивного чуття з сенсорною атаксією, симптом зіниці Аргайла Робертсона, маска Гатчінсона. Як правило, при цьому обидві зіниці звужені (міотичні) і не звужуються ще більше у відповідь на світло, але демонструють нормальне звуження під час проведення проби на акомодації. Це спричинено ураженням в області, яка знаходиться безпосередньо поблизу ядра Едінгера-Вестфала.
Спостерігається позитивний симптом Ромберга — неможливість зберегти рівновагу тіла в положенні стоячи зі схрещеними ногами і опущеними руками, при цьому тіло погойдується в сторони і назад, що посилюється при закриванні обстеженим очей.
Хода має широку основу (іноді її описують як «шльопання», «похитування» або «тупотіння») внаслідок зниження або відсутності пропріоцепції. Вона свідчить про серйозні захворювання спинного стовпа або периферичних нервів. Цю ходу легко відрізнити від мозочкової атаксії, оскільки хода при спинній сухотці виглядає так, ніби ноги пацієнта намагаються знайти певне місце на підлозі. Мозочкова атактична хода має довільне розміщення стоп, а не широке та цілеспрямоване, як хода при спинній сухотці.
Іноді спостерігаються й інші ознаки нейросифілісу: марення, галюцинації, зниження пам'яті.

## Діагностика
При проведенні люмбальної пункції у спинномозковому лікворі визначається підвищення кількості лейкоцитів у 20 клітин/мкл або більше, значно підвищений вміст білка. Плеоцитоз і підвищені концентрації білка не є специфічними для спинної сухотки і можуть бути пов'язані з коінфекцією ВІЛ і не обов'язково співвідносяться з тяжкістю захворювання. VDRL (дослідницька лабораторія венеричних хвороб) і RPR (швидкі плазматичні реагіни) корисні для виявлення повторного зараження, яке визначається як чотириразове (розведення у двох пробірках) збільшення їх. Вони є більш специфічними, ніж дослідження плеоцитозу (кількості клітин) спинномозкової рідини та концентрації в ній білка, особливо при ранньому нейросифілісі.
За допомогою магнітно-резонансної томографії (МРТ) спинна сухотка діагностується нечасто. Набряк і висока інтенсивність сигналу в ураженому сегменті спинного мозку з асоційованим посиленням гадолінію (симптом фліп-флоп) і периферичним смугоподібним посиленням (поява жолоба свічки, найпоширеніший результат) на МРТ свідчать про вогнищеве запалення спинного мозку.
Наявність сифілісу підтверджується за допомогою серологічних реакцій, полімеразної ланцюгової реакції в крові та лікворі.

## Лікування
Потрібно тривале лікування великими дозами пеніциліну, чергуючи внутрішньовенне і внутришньом'язове введення. При третинному сифілісі з нормальним ліквором лікування становить 7,2 мільйона одиниць пеніциліну, які вводять внутрішньом'язово у вигляді 3-х тижневих доз по 2,4 мільйона одиниць на ін'єкцію. Для клінічно вираженого нейросифілісу лікування полягає у внутрішньовенній ін'єкції водного кристалічного пеніциліну G (від 18 до 24 мільйонів одиниць на день) або внутрішньом'язовій ін'єкції водного розчину прокаїну пеніциліну G (2,4 мільйона одиниць/день) з наступним введенням пробенециду (500 мг 4 рази на день). протягом 10-14 днів. Якщо ознаки та симптоми зберігаються в поєднанні з клінічною оцінкою інтервальних серологічних досліджень і дослідженням спинномозкової рідини, необхідно провести подальші курси пеніциліну.
Доксициклін (0,1 г перорально двічі на день) протягом 4 тижнів показаний ВІЛ-негативним пацієнтам з раннім нейросифілісом і алергією на пеніцилін, за винятком вагітності. Якщо десенсибілізація до пеніциліну неможлива, цефтріаксон (2 г/добу в/м або в/в протягом 10–14 днів) можна застосовувати для пацієнтів із алергією на пеніцилін, хоча можлива перехресна реакція між пеніциліном і цефтріаксоном. Застосування азитроміцину менш бажане через потенційну резистентність, і його слід застосовувати лише тоді, коли доксициклін неможливий або протипоказаний, як то у вагітних жінок.
Етіотропне лікування на цій стадії перешкоджає подальшому прогресуванню хвороби, але лише незначно впливає на рівень пошкодження, яке відбулося. Призначаються глюкокортикостероїди. При тяжкому перебігу додаються препарати вісмуту. Анальгетики, такі як опіати та вальпроат, можна призначати при сильному болю. Щоб запобігти м'язовій атрофії, можна застосовувати фізіотерапію або трудотерапію. 
Прогноз сприятливий за умови правильного лікування. У більшості випадків такого лікування спостерігається добра відповідь. Імовірність рецидиву висока у ВІЛ-інфікованих пацієнтів. Статевим партнерам необхідно проводити профілактичну медикаментозну терапію.